# 鍋つかみ
鍋つかみ（なべつかみ、英語: pot-holderあるいはpotholder）とは、加熱して熱くなった鍋の取っ手などを持つ際に、手の熱傷を防止するために使う道具である。

## 日本語表記
この道具の日本語表記は「鍋つかみ」が平易で一般的だが、他に「鍋掴み」「鍋摑み」「鍋攫み」などの表記も用いられる。本稿では、これ以降「鍋つかみ」の表記に統一する。

## 構造
鍋つかみの材質は様々であり、布製、シリコーン樹脂製などが見られる。ただし、耐熱性と断熱性を、充分に有した素材が選択される。例えば、熱で融解しない素材の布の中綿を入れて、キルト生地にして、中綿がズレないようにした素材などである。
形状としては、正方形や円形の物のように、容易に製造できるタイプも有る。また、ミトンの形をした物、鍋の外縁をつかむハンドル状の物のように、実用性を重視したタイプも有る。一方で、製品によっては、動物を模したシリコン製の物なども見られる。このように、様々な形状の鍋つかみが製造されてきた。
なお、正方形や円形など単純な形状の製品の中には「鍋敷きとしても使える」と、明確に謳われている事例も見られる。

## 入手法
鍋つかみは、大雑把な形状の物であったも充分に実用に足るため、布を裁縫して制作しても、編み物として制作をしても、極めて簡単にできる。このため元来は、各家庭で手作りされてきた。また、制作の難度が低いため、裁縫の初心者の教育の際に、課題として作られる場合も有る。
一方で、鍋つかみは工業的にも製造されており、雑貨店などでも売られている。工業的に製造されている鍋つかみには、上述したように様々な構造を持った製品が見られ、例えば、布製の製品、シリコーン樹脂製でカラフルな製品、ミトン型でアルミニウム素材により耐熱加工を施した製品などなどである。
- 19世紀半ばの鍋つかみ。
- 編んで作られた 鍋つかみ。正方形。
- キルト生地で作られた鍋つかみ。正方形。
- ミトン型の鍋つかみ。
- シリコン・ラバー製の鍋つかみ。
- ハンドル型の鍋つかみ。鍋の垂直のふちをつかむ。